# Glicone

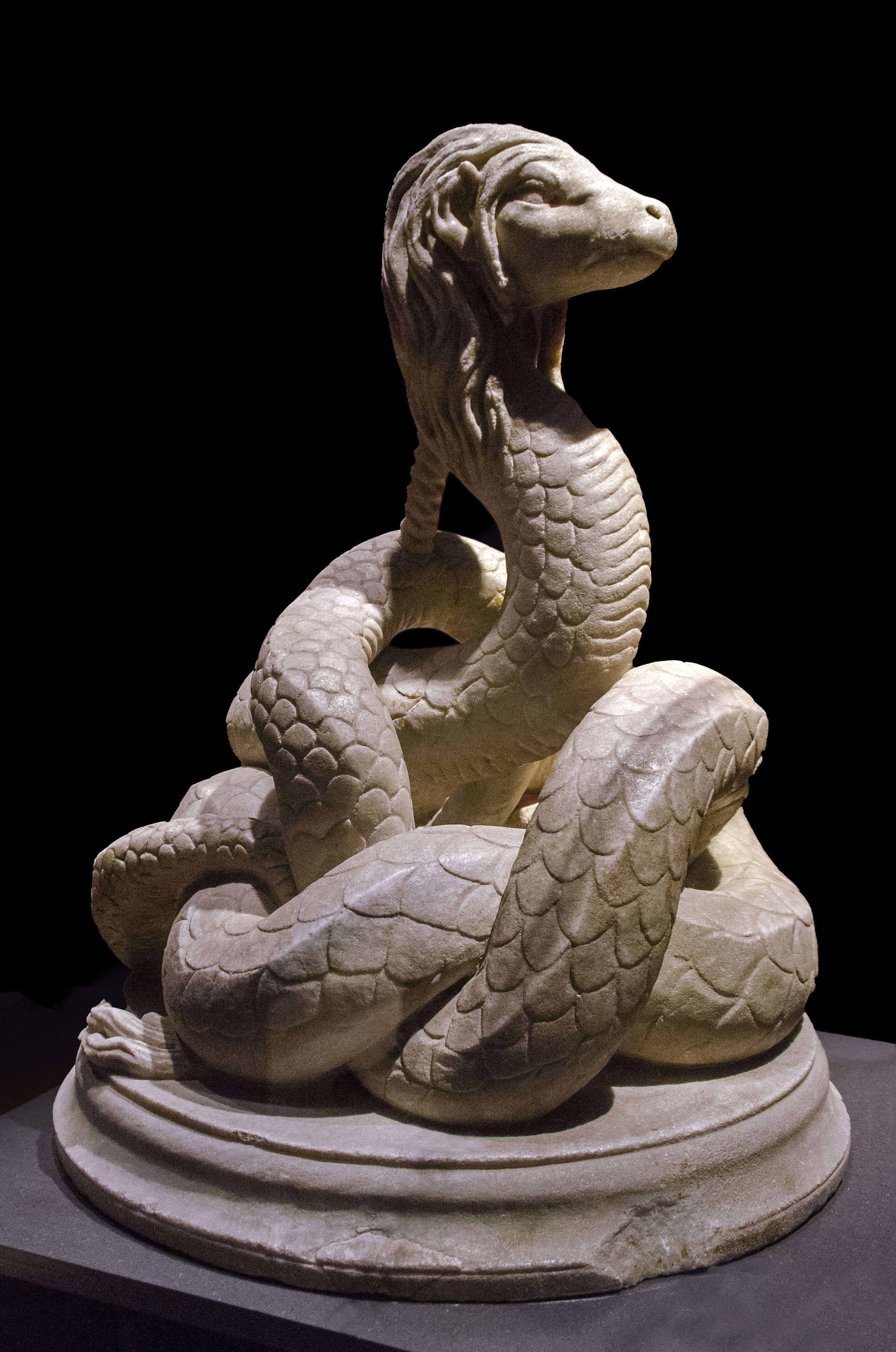
La statua in marmo di Glicone ritrovata a Costanza, sotto al sito dell'ex stazione ferroviaria nel quartiere di Palas; è alta 66 cm, e la lunghezza complessiva del serpente è di 4,76 m

Glicone (in greco antico: Γλύκων?, Glýkon) era una divinità dalle fattezze di serpente con testa semi-umanoide, manifestazione del dio Asclepio; il suo culto fu fondato nel II secolo in Paflagonia da Alessandro di Abonutico, intorno al 140, e si protrasse fino almeno al III secolo.
La maggior parte delle informazioni su questo culto provengono da Luciano di Samosata, che ne parla nel suo libello critico Alessandro o il falso profeta. Secondo quanto riportato da Luciano, Alessandro riuscì a creare e tenere vivo il culto sfruttando la credulità della gente grazie a trucchi ben congegnati, come presunti ritrovamenti di oggetti di origine divina, finti oracoli e un vero serpente ammaestrato di grandi dimensioni, aiutato da una buona dose di carisma e di teatralità, assicurandosi un vasto seguito in tutto l'Impero romano.

## Origine del culto
Probabilmente Alessandro trasse l'idea dalla Macedonia, una regione dove esistevano già residui di antichi culti simili.
Le informazioni sull'origine del culto provengono dal racconto di Luciano di Samosata, che vi era decisamente ostile, mentre alcune indicazioni sulla sua espansione sono date dai ritrovamenti archeologici. Secondo Luciano, Alessandro diede inizio al culto per ovviare alle proprie difficoltà economiche; assieme a un complice di nome Cocconas si procurò un enorme serpente ammaestrato a Pella, città che vantava una lunga tradizione di domesticazione di tali animali. Finsero poi di ritrovare nel santuario di Apollo di Calcedonia delle tavolette (da loro stessi create e nascoste, ma attribuite ad Asclepio) su cui era scritto che lo stesso Asclepio e suo padre Apollo intendevano venire nel Ponto e stabilire la loro dimora ad Abonutico.

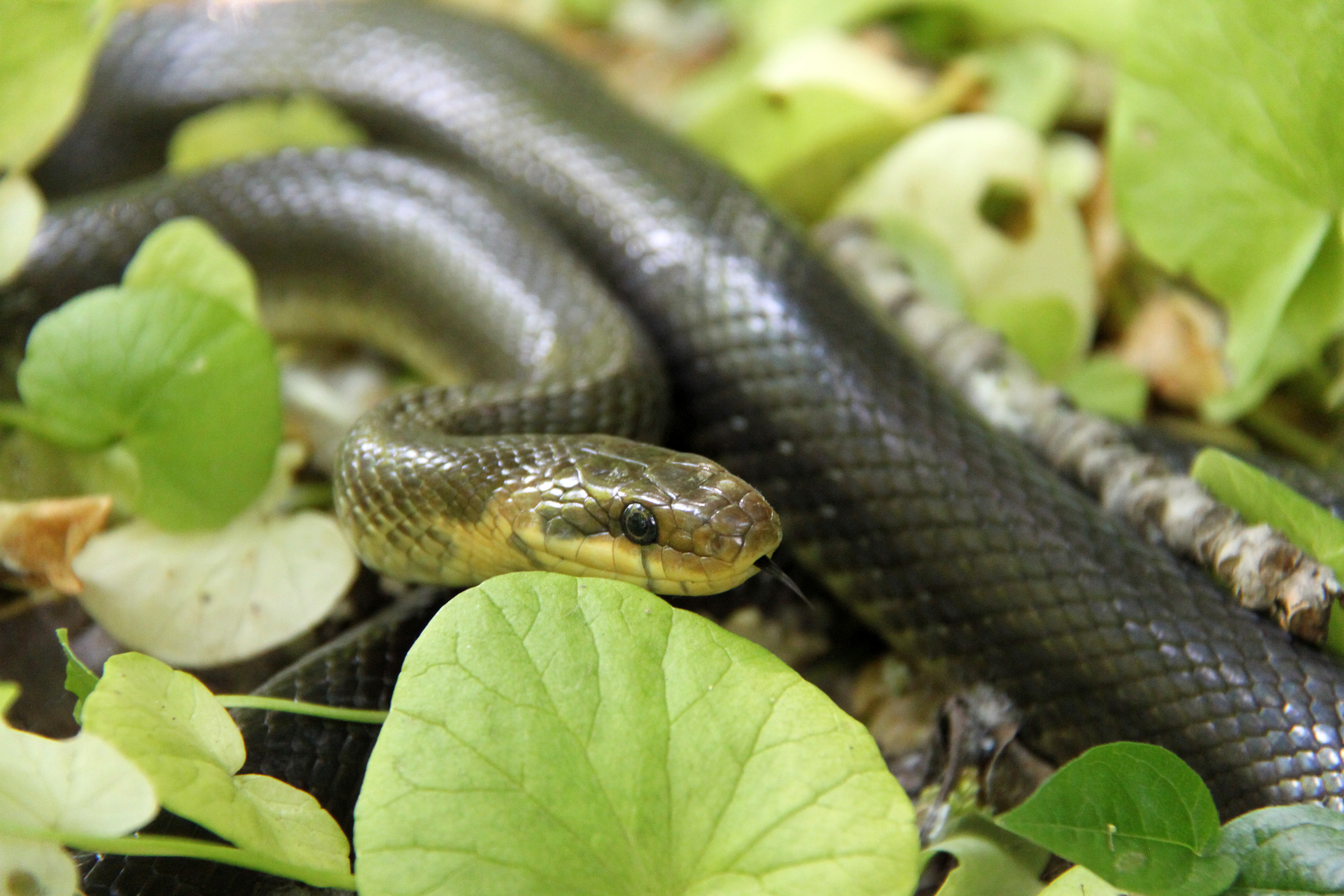
Un colubro di Esculapio (Zamenis longissimus); secondo alcune ipotesi, un esemplare di questa specie venne usato per rappresentare il dio Glicone. Di indole calma, questo serpente può raggiungere i due metri di lunghezza

Gli abitanti di Abonutico, il villaggio natale di Alessandro, in fermento per la notizia, edificarono un tempio per accogliere il dio, nel quale Alessandro andò ad abitare professandosi suo profeta; Luciano aggiunge che Alessandro recitava la parte, fra le altre cose, profetizzando molto teatralmente con tanto di schiuma alla bocca (con l'aiuto dell'erba saponaria). Inoltre, si era lasciato crescere i capelli in lunghi boccoli biondi, indossava un farsetto bianco e porpora e un mantello bianco, e portava una scimitarra imitando la figura di Perseo, del quale diceva di essere discendente tramite sua madre.
Dopo alcuni giorni svuotò un uovo d'oca, inserì al suo interno un serpente neonato, lo sigillò con cera e biacca e lo nascose nel fango vicino al tempio. Radunata la folla, dopo aver vagato intorno al tempio pronunciando frasi senza senso e alcune parole in ebraico e fenicio, ma chiamando di quando in quando "Apollo" e "Asclepio", estrasse l'uovo dalla pozza in cui lo aveva messo e lo aprì, mostrando il serpente all'interno e scatenando il giubilo fra i presenti, che interpretarono l'evento come una manifestazione di Asclepio. Pochi giorni dopo, mentre la notizia dell'accaduto si diffondeva, sostituì il serpente piccolo con quello grande, causando stupore fra la gente per l'improvvisa crescita; se lo avvolse attorno al corpo in modo che la testa non si vedesse, ne fece spuntare una fittizia (un burattino dalle fattezze umane fatto di lino, con tanto di capelli biondi) e rimase seduto in una piccola stanza con poca luce, dove la gente era costretta a restare per poco tempo a causa del continuo afflusso di folla in entrata. Alessandro ripeté la cosa più volte, soprattutto in presenza di uomini ricchi. In seguito diede al serpente il nome di Glicone, dichiarando che era la "terza stirpe di Giove" e la "luce degli uomini" e, usando gli stomaci di due gru come casse e canali di risonanza, lo trasformò in un oracolo parlante (ma questo genere di vaticini, nota Luciano, era riservato a uomini molto facoltosi). Facendosi pagare pochi oboli per ciascun oracolo, Luciano di Samosata racconta che Alessandro riusciva a guadagnare fra le 70.000 e le 80.000 dracme ogni anno, potendo così ampliare le dimensioni del culto e circondarsi di numerosi collaboratori retribuiti.
Glicone, fra le altre cose, era invocato per scovare ladri, schiavi fuggiaschi e tesori sepolti, per ottenere la salute e per la fertilità: le donne che non riuscivano a restare incinte si rivolgevano al dio per avere un figlio e, secondo Luciano, Alessandro prevedeva anche metodi "più terreni" per esaudire il loro desiderio; questo parrebbe in parte confermato da un'iscrizione ritrovata a Cesarea Trocetta (oggi Manisa), dove viene citato un sacerdote di Apollo di nome "Mileto, figlio di Glicone di Paflagonia" (per i bambini nati per "intervento divino" non era insolito avere un nome riferito al dio in questione). Alessandro ebbe figli da diverse donne sposate, fatto di cui i rispettivi mariti andavano molto fieri.

### Espansione

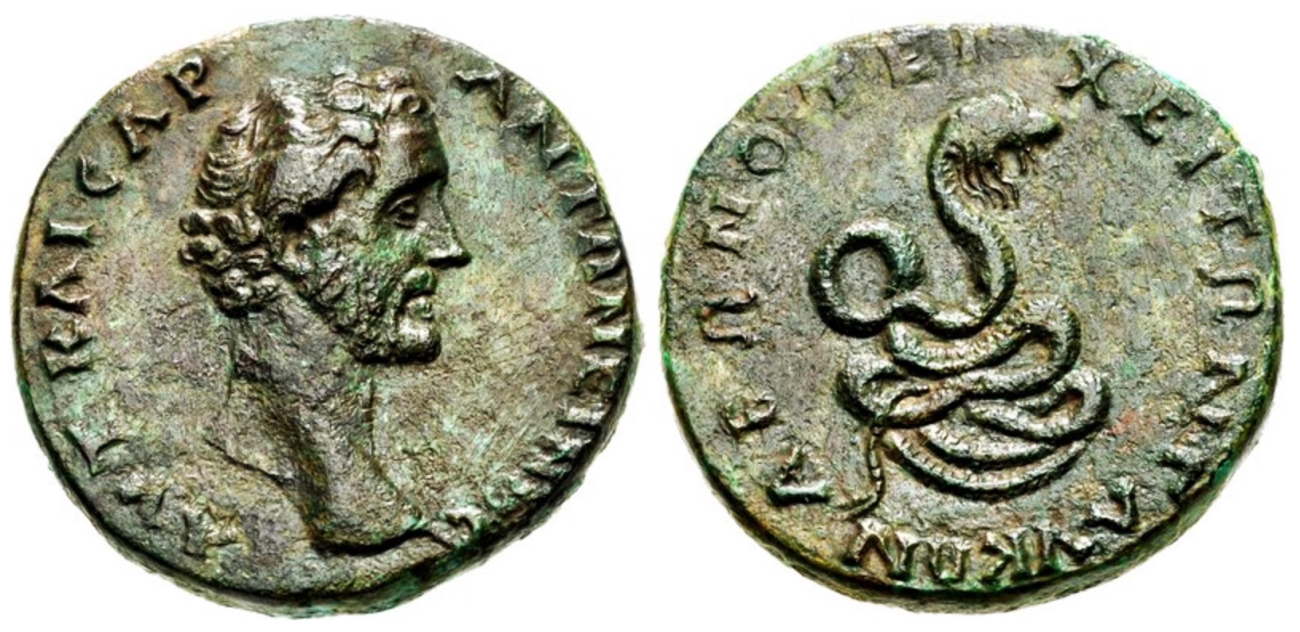
Glicone sul retro di una moneta romana in bronzo, raffigurante sul fronte l'effigie di Antonino Pio

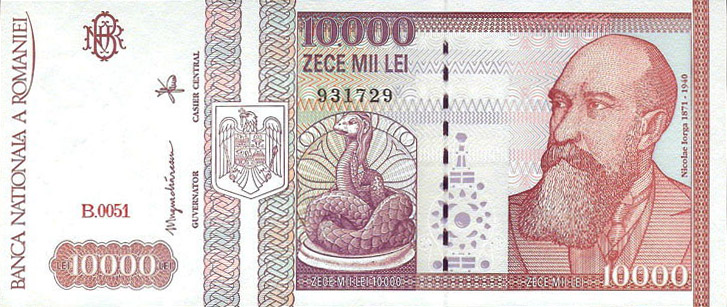
Una banconota da 10.000 lei raffigurante al centro la statua di Glicone ritrovata a Costanza

La fama del serpente cominciò a diffondersi fuori dalla Paflagonia, nelle circostanti regioni della Bitinia, della Tracia e della Galazia, e cominciarono ad essere realizzate monete commemorative, placche dipinte e statue di bronzo e d'argento. Il culto in breve raggiunse Roma, oltre a tante altre province; iscrizioni latine ritrovate in Mesia superiore e in Dacia ne attestano la presenza lungo il Danubio e una statuina di marmo ritrovata a Costanza (finora l'unica rappresentazione scolpita di Glicone) dimostra, probabilmente, l'esistenza di un culto pubblico nell'antica Tomis.
Nel 160 l'oracolo poteva già vantare un protettore, il console Publio Mummio Sisenna Rutiliano, governatore dell'Asia, suo fervente seguace, che poi sposò anche la figlia di Alessandro (che il profeta diceva di aver avuto da Selene). Nel 166 godette di ulteriore fortuna quando, durante una epidemia, la formula magica «Febo dalle lunghe trecce dissiperà la nube della piaga» (citata da Luciano, ma testimoniata da un'iscrizione realmente rinvenuta ad Antiochia) era incisa sugli stipiti delle porte, per proteggere dalla malattia.
Dagli strati bassi della popolazione il culto raggiunse l'aristocrazia, grazie anche all'imperatore Marco Aurelio, che ne era un seguace; Luciano riporta un aneddoto secondo il quale l'oracolo, in occasione delle guerre marcomanniche, aveva promesso "vittoria, gloria e pace" se due leoni fossero stati gettati vivi nel Danubio (l'oracolo prevedeva anche l'uso di spezie aromatiche e altri sacrifici); l'ordine fu eseguito, ma i romani furono pesantemente sconfitti, e Alessandro, per salvare la reputazione, affermò che Glicone aveva predetto la vittoria, ma non aveva detto per quale schieramento. Una vittima degli oracoli di Glicone fu Marco Sedazio Severiano, governatore della Cappadocia che, fidandosi di una predizione favorevole ricevuta dal dio, invase l'Armenia: dopo soli tre giorni le armate partiche sterminarono la sua legione, e Severiano si suicidò per evitare di cadere in mano al nemico.
Crescendo di dimensioni, il culto si attirò le inimicizie di alcuni gruppi di persone, in particolare i cristiani e gli epicurei; in risposta, Alessandro proclamò che i nemici di Glicone dovevano essere lapidati, cosa che tentò di mettere in atto più di una volta. Istituì, inoltre, la celebrazione dei misteri di Glicone, copiando quelli eleusini: essi si aprivano con una condanna contro atei, cristiani ed epicurei e si concludevano con il "matrimonio sacro" (ierogamia), in cui Alessandro e Rutilia, la moglie di un ufficiale romano, impersonando Endimione e Selene, amoreggiavano su un divano sotto gli occhi del marito di lei e del resto della folla. Stando sempre al resoconto di Luciano di Samosata, Alessandro avrebbe cercato di eliminare anche lo stesso Luciano, di ritorno da un incontro con il falso profeta cui dedicherà la sua opera omonima, pagando il capitano della nave su cui si era imbarcato affinché lo gettasse in mare; fato a cui lo scrittore scampò grazie all'onestà del capitano che, alla fine, rifiutò di eseguire il compito.
Alessandro morì intorno al 170 (secondo Luciano divorato da una gangrena al piede) ma la messinscena da lui orchestrata gli sopravvisse per almeno un secolo, come dimostrato anche dal ritrovamento di oggetti legati al culto in tutta l'ampia zona compresa fra il Danubio e l'Eufrate. Alessandro, dopo la morte, fu riconosciuto come figlio di Podalirio e nipote di Asclepio e la sua figura associata a quella di Glicone. Il culto, inoltre, potrebbe essersi in parte ricollegato a quello di Sarapis, anch'esso talvolta rappresentato come un serpente con testa umana e identificato con Asclepio.